# Balthasar van der Pol
Balthasar van der Pol (né le 27 janvier 1889 à Utrecht, mort le 6 octobre 1959 à Wassenaar) est un physicien expérimentateur néerlandais réputé pour ses travaux sur les oscillations non-linéaires, qui ont connu depuis les années 1980 un regain d'intérêt à la faveur de la théorie du chaos.

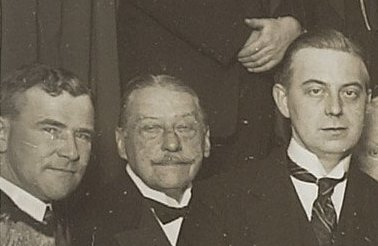
Balthasar van der Pol (à droite), P. Teding van Berkhout et Gilles Holst en 1925

## Carrière
Van der Pol est né à Utrecht et y a étudié la physique expérimentale et les mathématiques. Il a travaillé avec les Anglais John Ambrose Fleming et J.J. Thomson et a été le collaborateur de Hendrik Lorentz à Haarlem. Docteur cum laude en physique de l'université d'État d'Utrecht en 1920, sa thèse portait sur « L'influence d'un gaz ionisé sur la propagation des ondes électromagnétiques : application à la télégraphie sans fil et aux mesures du rayonnement ultra-violet » (De invloed van een geioniseerd gas op het voortschrijden van electromagnetische golven en toepassingen daarvan oip het gebied der draadlooze telegraphie en bij metingen an glimlichtontladingen). Par la suite, il entre au service du laboratoire de physique de Philips à Eindhoven, où il restera jusqu'à sa retraite en 1949. Parallèlement, il devient en 1938 professeur d'université extraordinaire en théorie de l’électricité à Delft.

## Œuvres
Son œuvre importante porte en particulier sur trois domaines : la propagation des ondes hertziennes, la théorie des circuits électriques et des oscillateurs et les problèmes mathématiques afférents. 
- B. van der Pol & J. van der Mark, The Heartbeat considered as a Relaxation oscillation, and an Electrical Model of the Heart, vol. 6, Phil. Mag. Suppl., 1928, p. 763–775
- Van der Pol & Bremmer, Operational Calculus, Cambridge University Press, 1964
- B. van der Pol, Selected Scientific Papers, North-Holland Publishing Company, 1960, 2 volumes.

Le travail de Van der Pol de 1938 est d'une grande importance pratique. Il y tient compte entièrement de l'impact de la courbure de la surface de la terre sur la reproduction des ondes radio. Par ailleurs, le modèle théorique dit oscillateur de Van der Pol, né de ses recherches sur la résonance, reste d'une importance fondamentale. Dans ce travail de recherche, l'un des plus anciens en théorie des oscillateurs non-linéaires, Van der Pol a dégagé les notions théoriques de « cycle limite » et de « bruit blanc ». Avec le professeur H. Bremmer, Van der Pol a effectué un travail de pionnier dans le domaine du calcul opérationnel ainsi que dans le domaine de la transformation de Laplace bilatérale. 
Van der Pol fut l'un des fondateurs, et longtemps le président, de l'Association de Radio Néerlandaise, l'actuelle Association de Radio et Électronique Néerlandaise (Nederlands Elektronica en RadioGenootschap) et membre de l'Union Internationale de Radio Diffusion, et de l'Union Radio Scientifique Internationale, URSI.
En 1935 Van der Pol reçut la Medal of Honor de l'IRE américaine « pour ses études et contributions fondamentales dans le domaine de la théorie des circuits et de la propagation d'ondes électromagnétiques ». De plus il reçut la médaille d'or Valdemar Poulsen de l'Académie Technique Danoise et fut nommé docteur honoris causa des universités de Varsovie et Genève.
En 1973 le Planétoïde néerlandais 1045 T-2 fut nommé Van der Pol en son honneur, et en 1997 un bloc d'appartements d'étudiants à Delft reçut son nom.

## Source
- (nl) Cet article est partiellement ou en totalité issu de l’article de Wikipédia en néerlandais intitulé « Balthasar van der Pol » (voir la liste des auteurs).